# Castiarina asekiensis
Castiarina asekiensis es una especie de escarabajo del género Castiarina, familia Buprestidae. Fue descrita científicamente por Nylander en 2007.